# جمهورية بيلاروس الاشتراكية السوفيتية
جمهورية بيلاروس الاشتراكية السوفيتية هي إحدى جمهوريات الاتحاد السوفيتي السابق، انضمت إليه في 30 ديسمبر 1922، تبلغ مساحتها 207600 كيلومتر مربع، وهي بذلك في المرتبة السادسة في الاتحاد السوفيتي من حيث المساحة، وتعتبر من الدول المؤسسة للاتحاد. أعلنت استقلالها في 1991 باسم جمهورية بيلاروس.
تحد بيلاروس من الغرب بولندا. داخل الاتحاد السوفيتي، تحد بيلاروس جمهورية ليتوانيا الاشتراكية السوفيتية وجمهورية لاتفيا الاشتراكية إلى الشمال، وجمهورية روسيا الاشتراكية السوفيتية إلى الشرق، وجمهورية أوكرانيا الاشتراكية السوفيتية إلى الجنوب.
أعلن البلشفيون قيام جمهورية بيلاروس الاشتراكية السوفيتية في الأول من يناير 1919 بعد إعلان استقلال جمهورية بيلاروس الديمقراطية في مارس 1918. في عام 1922، كانت جمهورية بيلاروس الاشتراكية السوفيتية إحدى خمس دول مؤسسة للاتحاد السوفيتي، إلى جنب جمهورية أوكرانيا الاشتراكية السوفيتية وجمهورية ما وراء القوقاز الاشتراكية السوفيتية وجمهورية روسيا الاتحادية الاشتراكية السوفيتية. كانت جمهورية بيلاروس الاشتراكية السوفيتية إحدى الجمهوريات السوفيتية التي احتلها النازيون خلال الحرب العالمية الثانية.
في السنوات الأخيرة لوجود الاتحاد السوفيتي، اعتمد المجلس السوفيتي الأعلى لجمهورية بيلاروس الاشتراكية السوفيتية إعلان سيادة الدولة في السابع والعشرين من يوليو 1990. في الخامس عشر من أغسطس 1991، انتُخب ستانيسلاف شوشكيفيتش أول رئيس للدولة. بعد عشرة أيام، في الخامس والعشرين من أغسطس 1991، أعلنت جمهورية بيلاروس الاشتراكية السوفيتية استقلالها وأعادت تسمية نفسها بجمهورية بيلاروس. حُلَّ الاتحاد السوفيتي بعد أربعة أشهر ويوم واحد من ذلك الإعلان في السادس والعشرين من ديسمبر 1990.

## التسمية
اشتُق الاسم بيلاروس من مصطلح روسيا البيضاء. هناك عدة ادعاءات لأصل اسم روسيا البيضاء. تقترح نظرية إثنودينية أن الاسم استُخدم لوصف الجزء من أراضي روثينيا القديمة داخل دوقية ليتوانيا الكبرى التي سكنها السلافيون المسيحيون، وتأتي هذه التسمية لتعاكس روثينيا السوداء التي سكنها البلطيق الوثنيين بصورة شبه كاملة.
يشابه القسم الأخير من مصطلح بيلا روس ولكن يُلفظ ويُشدد عليه بصورة مختلفة من لفظ روسيا. ظهر المصطلح لأول مرة في أيام الإمبراطورية الروسية، وكان يُلقب القيصر الروسي في غالب الأوقات بلقب قيصر كل روسيا، إذ تشكلت روسيا أو الإمبراطورية الروسية من ثلاثة أقسام؛ الكبرى والصغرى والبيضاء. يؤكد هذا على أن كل المناطق روسيّة وأن كل سكانها روس؛ في حالة البيلاروسيين فهم مختلفون عن الشعب الروسي.
بعد الثورة البلشفية عام 1917، سبب مصطلح روسيا البيضاء بعض اللغط، إذ كان يُطلق على القوة العسكرية التي تعادي البلاشفة الحمر. خلال فترة جمهورية بيلاروس الاشتراكية السوفيتية، اعتُمد مصطلح بيلاروس كجزء من الوعي الوطني. في بيلاروس الغربية تحت السيطرة البولندية، أصبحت تسمية بيلاروس مستخدمة بشكل شائع في مناطق بياليستوك وهرودنا خلال فترة ما بين الحربين. إبان تأسيس جمهورية بيلاروس الاشتراكية السوفيتية عام 1920، كان مصطلح بيلاروس (اعتمدت التسمية في اللغات الأخرى مثل الإنجليزية على الشكل الروسي للاسم) يُستخدم رسميًا فقط. في عام 1936، مع إعلان الدستور السوفيتي لعام 1936، أعيدت تسمية الدولة إلى جمهورية بيلاروس الاشتراكية السوفيتية إذ تغير موقع الكلمتين الثانية (الاشتراكية) والثالثة (السوفيتية).
في الخامس والعشرين من أغسطس 1991، أعاد المجلس السوفيتي الأعلى لجمهورية بيلاروس الاشتراكية السوفيتية تسمية الدولة السوفيتية إلى جمهورية بيلاروس، واستخدم الشكل المصغر لكلمة بيلاروس. لم تدعم القوى المحافظة في جمهورية بيلاروس المستقلة حديثًا تغيير الاسم وعارضت تضمينها في مسودة عام 1991 لدستور بيلاروس.

## خلفية تاريخية

### البداية
قبل الحرب العالمية الأولى، كانت الأراضي البيلاروسية جزءًا من الإمبراطورية الروسية، التي اكتسبتها من تقسيم بولندا قبل أكثر من قرن. خلال الحرب، انتهى التراجع الكبير للجبهة الغربية الروسية في أغسطس/ سبتمبر 1915 بأراضي هرودنا ومعظم أراضي فيلنيا المحتلة من قبل ألمانيا. ظلت الجبهة الناتجة، التي تمر على مسافة 100 كيلومتر إلى الغرب من مينسك، ثابتة حتى نهاية الصراع، رغم المحاولات الروسية لخرقها في بحيرة ناراتش في أواخر ربيع عام 1916 ودفع الجنرال أليكسي إيفرت غير الحاسم حول مدينة بارانافيسي في صيف ذلك العام، خلال هجوم بروسيلوف جنوبًا، في غرب أوكرانيا.
أدى تنازل القيصر نيكولاي الثاني عن الحكم في ضوء ثورة فبراير في روسيا في فبراير 1917، إلى تنشيط الحياة السياسية الخامدة إلى حد ما في بيلاروسيا. مع تلاشي السلطة المركزية، سعت مجموعات سياسية وعرقية مختلفة إلى زيادة الضغط من أجل تقرير المصير وحتى الانفصال عن الحكومة المؤقتة الروسية غير الفعالة بشكل متزايد. ازداد الزخم بعد الأعمال غير الناجحة للجيش العاشر خلال هجوم كيرينسكي المشؤوم خلال الصيف. شكل ممثلو المناطق البيلاروسية والقوى السياسية الجديدة (ومعظمها يسارية) المنشأة حديثًا، بما في ذلك الجمعية الاشتراكية البيلاروسية والحركة الديمقراطية المسيحية وحزب العمل اليهودي العام، المجلس المركزي البيلاروسي.
نحو الخريف، استمر الاستقرار السياسي في التصدع، وتصدى البلاشفة السوفيت للنزعات القومية المتصاعدة، عندما ضربت ثورة أكتوبر روسيا، في ذات اليوم، في 25 أكتوبر (7 نوفمبر)، استولى عمال مينسك السوفيت والنواب الجنود على إدارة المدينة. أعلن مجلس السوفيت البلشفي في عموم روسيا إنشاء الأوبلاست الغربي الذي وحد فيبرنيا وفيسيسك وماهيليتش ومينسك التي لم يحتلها الجيش الألماني لإدارة الأراضي البيلاروسية في المنطقة الأمامية. في 26 نوفمبر (6 ديسمبر)، دُمجت اللجنة التنفيذية للعمال والفلاحين ونواب الجنود في الولاية الغربية مع اللجنة التنفيذية للجبهة الغربية، ما أدى إلى إنشاء أوبليسكومزاب واحد. خلال خريف 1917/ شتاء عام 1918، كان ألكسندر مياسنيكيان يرأس المنطقة الغربية بصفته رئيسًا للجنة الثورية العسكرية في ولاية أوبلاست الغربية، والذي نقل هذا الواجب إلى كارل لاندير. تولى مياسنيكيان رئاسة لجنة حزب العمل الاشتراكي الديمقراطي الروسي لأوبلاست الغربي ومايسي كايمانوفيتش كرئيس لأوبليسكومزاب.
لمواجهة ذلك، أعاد المجلس المركزي البيلاروسي تنظيم نفسه كمجلس وطني بيلاروسي (رادا) وبدأ العمل على إنشاء المؤسسات الحكومية، وتجاهل أوبليسكومزاب باعتباره تشكيلًا عسكريًا، لا حكوميًا. ونتيجةً لذلك، في السابع (20) من ديسمبر، عندما انعقد أول مؤتمر لعموم بيلاروسيا، حلَّه البلاشفة بالقوة.

### التدخل الألماني

الشعار الرسمي

الموقع الجغرافي

رغم أن التجسس الألماني لعب دورًا رئيسيًا في جلب ثورة أكتوبر إلى روسيا، وكان أحد المراسيم الأولى التي أصدرتها الحكومة الجديدة هو مرسوم السلام بحكم الواقع الذي يفي بوعد إنهاء دور روسيا في الحرب العالمية الأولى، بقيت الجبهة الروسية الألمانية في بيلاروسيا ثابتة منذ عام 1915 وبدأت المفاوضات الرسمية فقط في 19 نوفمبر (2 ديسمبر)، عندما سافر الوفد السوفيتي إلى مدينة بريست-ليتوسك البيلاروسية التي تحتلها ألمانيا. اتُفق على وقف لإطلاق النار بسرعة وبدأت مفاوضات سلام حقيقية في ديسمبر.
ومع ذلك، تراجع الطرف الألماني بكلامه بسرعة واستغل الوضع بالكامل، وكانت مطالبة البلاشفة بمعاهدة دون ضم أو تعويضات غير مقبولة للسلطات المركزية، واستؤنفت الأعمال العدائية في 18 فبراير. حققت عملية فاوستشلاغ الألمانية نجاحًا فوريًا، وخلال 11 يومًا، تمكنوا من تحقيق تقدم خطير نحو الشرق، واستولوا على أوكرانيا ودول البلطيق واحتلال شرق روسيا البيضاء. أجبر هذا التقدم الأوبليسكومزاب على الإخلاء إلى سمولينسك. مُررت جبرنية سمولينسك إلى الأوبلاست الغربي.

في مواجهة المطالب الألمانية، قبل البلاشفة شروطهم في المعاهدة النهائية لبرت ليتوسك، التي وقعوا عليها في 3 مارس 1918. بالنسبة للإمبراطورية الألمانية، حققت عملية فاوستشلاغ إحدى خططهم الاستراتيجية للحرب العالمية الأولى، لإنشاء هيمنة ألمانية مركزية على الدول العازلة، تسمى ميتيل يوروبا. كان دعم الجماعات القومية المحلية التي عزلها البلاشفة أمرًا أساسيًا، وبالتالي، عندما مرت أربعة أيام من احتلال مينسك من قبل الجيش الألماني، أعلن المجلس الوطني البيلاروسي المنحل نفسه باعتباره السلطة الوحيدة في بيلاروسيا، وقف الألمان على أهبة الاستعداد واعترفوا بالديمقراطية البيلاروسية المعلنة الجمهورية في 25 مارس.

علم الجمهورية